# ECP
Het Electronic Commerce Platform Nederland (ECP) is een platform voor de informatiesamenleving van bedrijfsleven, overheid en maatschappelijke organisaties en heeft tot doel het gebruik van ICT in de Nederlandse samenleving te versterken.
Het instituut voor samenwerking in onderzoek, opinievorming en beleidsadvies betreffende de veiligheid en bruikbaarheid van e-commerce werd opgericht in 1997 door het Ministerie van Economische Zaken en VNO-NCW.
Het is een forum voor samenwerking en overleg van ruim 170 partijen; bedrijfsleven, particuliere organisaties, overheid, banken en hogescholen, waaronder PostNL, UPC, Kennisnet, Nyenrode, TU Delft, Symantec, McAfee, Rabobank en ING.
In de raad van advies vindt men naast managers uit het bedrijfsleven politici als: Roger van Boxtel, Elco Brinkman en Ed Nijpels. In het bestuur zitten afgevaardigden van onder anderen VNO-NCW, IBM, TNO. De voorzitter van ECP heeft zitting in de Cyber Security Raad, die in 2012 het Nationaal Cyber Security Centrum oprichtte.
ECP treedt naar buiten met debatten en met publicaties en heeft een website voor publiek en deelnemers.